# 查尔斯·万斯·米勒
查尔斯·万斯·米勒（英語：Charles Vance Millar，1854年6月28日—1926年10月31日）是一名加拿大律師及金融家。他曾是多伦多奥基夫酿酒厂的总裁和股东，并且拥有赛马，包括赢得1915年“国王杯”的冠军马“塔塔瑞安”（Tartarean）。然而他最出名的莫过于恶作剧爱好以及不同寻常的、彰显其幽默感的遗嘱。

## 早年经历和个性
查尔斯·米勒出生在加拿大西部埃尔金县的艾尔默，是农民西蒙和萨拉·米勒的独子。他早年曾就读于多倫多大學，毕业时他所有科目的平均成绩达到98%。后来他选择了学习法律，并于1884年在奥斯古德厅通过了律师资格考试，并在多伦多创办了自己的律师事务所。
在还是一名法学院学生的时期，米勒曾被一个显赫家族的女孩抛弃，此后就再也没有过认真的恋爱关系。米勒以无论天气如何都睡在他家外面的阳台上而闻名，目的是“让自己坚强”。在他的一生中，从未听说他曾向任何慈善机构捐赠。

## 商业生涯

### BC快递公司和米勒增值
1897年，米勒从斯蒂芬·廷利手中买下了BC快递公司，并接管了在不列颠哥伦比亚省卡里布地区的政府邮件投递合同。
当大干线太平洋铁路的建设将经过乔治堡（后来被命名为乔治王子城）的消息传出后，米勒将公司的业务范围扩展到了乔治堡，并建造了两艘明轮船，分别是“BX”号和“BC Express”号。米勒还预见到乔治堡将成为不列颠哥伦比亚省北部的主要中心，因此他安排购买乔治堡的原住民保留区。然而，铁路公司已经计划购买该物业，并说服了印第安事务部取消与米勒的谈判。当米勒将铁路公司告上法庭后，铁路公司同意将200英畝（0.81平方）的土地卖给他，这片土地后来被称为 米勒附加区。

### 赛马
米勒还拥有赛马，包括赢得1915年国王杯的冠军马“塔塔瑞安”。他去世时已经拥有七匹马，其中也包括赢得1927年国王盘赛（King's Plate）的“特劳特莱特”（Troutlet）。米勒遗产的执行人在他死后卖掉了所有的马匹，其中包括“特劳特莱特”。20世纪10年代，米勒曾计划在他度假的牙买加金斯敦修建一条赛马场，但后来放弃了这个想法。1912年，他与贝尔蒙特公园赛马场的建造者C·W·莱维特（C. W. Leavitt）达成了设计赛马场的协议。

## 去世
米勒于1926年10月31日在杨街和科尔本街的皇冠人寿大厦的律师事务所因中风去世。当时他正在与法律合伙人查尔斯·肯普讨论一个案件，突然倒下。米勒在医生赶到之前已经去世。他被埋葬在艾尔默的家族墓地。他没有结婚，也没有后代，父母都已经去世。米勒的葬礼在他位于多伦多海滩区的斯卡伯勒路75号的家中举行，许多法律界人士参加了葬礼。当他的遗嘱提交给法院认证时，米勒的遗产估计为加拿大元322,309（1926年） （相当于2020年的加元4.8 million）。
他去世时奥基夫酒厂的几本会计账簿刚好失踪。当时，加拿大政府声称奥基夫欠缴175,000加元的销售税。这一所款要求正是在1926年10月早些时候提出的。加拿大皇家海关委员会于1937年3月进行了调查，证据显示米勒曾要求将这些账簿送到他的办公室。然而，据他的同事查尔斯·坎普（Charles Kemp）称，对米勒的办公室、家中以及公司进行的搜查并未找到这些账簿。在这一争议期间，奥基夫被要求暂停酿造“烈性啤酒”，直至它将账簿提交给海关委员会。奥基夫曾悬赏寻找账簿，并继续进行其他业务。1927年5月，奥基夫申请恢复其酿酒许可证。公司总裁F·H·菲彭（F. H. Phippen）作证称米勒在1926年10月担任奥基夫的总裁时，不愿将账簿交给委员会，并提出申请禁制令。菲彭本人则支持将账簿交给委员会。菲彭形容米勒为“一个律师以及正直的人”，并认为米勒只是是为了安全起见而将账簿放收了起来。

### 遗嘱
米勒最大、最后的恶作剧是他的遗嘱，其中有部分上这样写的：
|                    | This Will is necessarily uncommon and capricious because I have no dependents or near relations and no duty rests upon me to leave any property at my death and what I do leave is proof of my folly in gathering and retaining more than I required in my lifetime. 这份遗嘱必然是不寻常且任性的，因为我没有抚养人或近亲，没有任何责任要在我死后留下任何财产，我所留下的东西证明了我在有生之年敛积超出我所需的财产是多么愚蠢。 |
| ——Charles Millar， | |

遗嘱中有几项不寻常的遗赠：
- 授权三名互相鄙视对方的男子终身合租（英语：concurrent estate）于米勒在牙买加的度假别墅，条件是他们必须共同居住在该房产中。
- 给予多伦多每位在职新教牧师以及每个奥兰治兄弟会成员一份奥基夫酒厂的股份（这是一家天主教企业），条件是他们需要参与管理公司事务并领取其红利[18][17]
- 三名激进的反赛马倡议者被授予了安大略赛马会价值两万五千美元的股份，条件是必须担任三年股东[17]。
- 每位在沃克维尔（Walkerville）、三德维奇（Sandwich）和温莎（Windsor）被正式任命的基督教牧师，“除了那位射击过酒店老板的斯普拉克林（Spracklin）”都将获得一份位于安大略省温莎市郊的肯尼尔沃斯公园赛马场的股份。[14]

由于奥基夫的股权结构设计使得米勒在公司中的股份并不是直接持有的股票，而是通过一个控股公司持有的股份。米勒在奥基夫中仅拥有一股的实际股份。于是在1928年奥基夫被以135万美元出售时，接受遗赠的99位牧师和103名兄弟会成员与遗产执行人达成协议，每位受赠者最终获得了56.38美元。
1928年10月，温莎的五位牧师要求继承肯尼尔沃斯公园赛马场的股份。由于这些股份没有公开交易，估算其价值非常困难。一项估计认为这些股份的价值不到一分钱。

### 送子鸟德比
但最后的遗赠是他遗嘱中最大也是最奇特的一份。遗嘱中的第十条讲到，要求在米勒去世十年之后将他遗产的余额转换为现金，奖励给多伦多在这段时间中生育孩子数量最多的女人。在平局的情况下，遗产将被平分。由此产生的竞赛被戏称为“送子鸟德比”。
加拿大最高法院最终因米勒极其精心的准备下，认可了这份遗嘱。这份遗嘱经历了十年的訴訟，包括米勒的远亲试图宣称其无效的努力，期间德比赛马活动持续进行。由于米勒长期的投资，特别是对位于底特律-溫莎隧道附近的一块土地的投资，使得他原本2美元的投资增值到超过10万美元。他的遗产在这十年间大幅增长，最终在清算时价值达到568,106美元。在通货紧缩时期，其遗产的价值得到了进一步提升。 
送子鸟奖金中的大部分由四位多伦多妇女分享，她们每人都有九个孩子。每位获奖的母亲都得到了11万美元，尽管其中三位必须偿还她们从多伦多市获得的救济金。此外，遗产中还支付给两位对奖金额由疑问的妇女每人1.25万美元，以结束诉讼。 
这一事件启发了加拿大制作了一部电视电影《送子鸟德比》，由梅根·法蘿主演。
有人猜测，米勒在遗嘱中准备这一条款是为了抨击随意的生育行为，并反对生育控制措施。

## 扩展阅读
- Elizabeth, Wilton. . Ottawa: National Library of Canada. 1994. ISBN 0-612-15836-5.